# Ruisseau des Échets
Le ruisseau des Échets est une rivière du département de l'Ain et de la métropole de Lyon dans région Auvergne-Rhône-Alpes et un affluent de la Saône donc un sous-affluent du Rhône. 

## Histoire
À l'origine appelé « ruisseau Martin », il prend sa source sur le plateau de la Dombes. Au XIIIe siècle, le marais des Échets (qui est alors un lac) subit des travaux de drainage vers le ruisseau des Échets. En 1512, le duc de Savoie fait faire de gros travaux pour qu'il puisse servir de trop plein à ce marais, ce qui donnera son nom au ruisseau.

## Géographie
Le ruisseau des Échets prend sa source près du hameau des Échets à Miribel avant de se jeter dans la Saône à Rochetaillée-sur-Saône.

### Communes et cantons traversés
Les communes traversées par le ruisseau sont les suivantes (par ordre alphabétique) : Cailloux-sur-Fontaines, Fleurieu-sur-Saône, Tramoyes, Rochetaillée-sur-Saône et Miribel.

### Organisme gestionnaire
Sa gestion est assurée par le Syndicat intercommunal de valorisation du ruisseau des Echets (SIVRE).

## Affluent

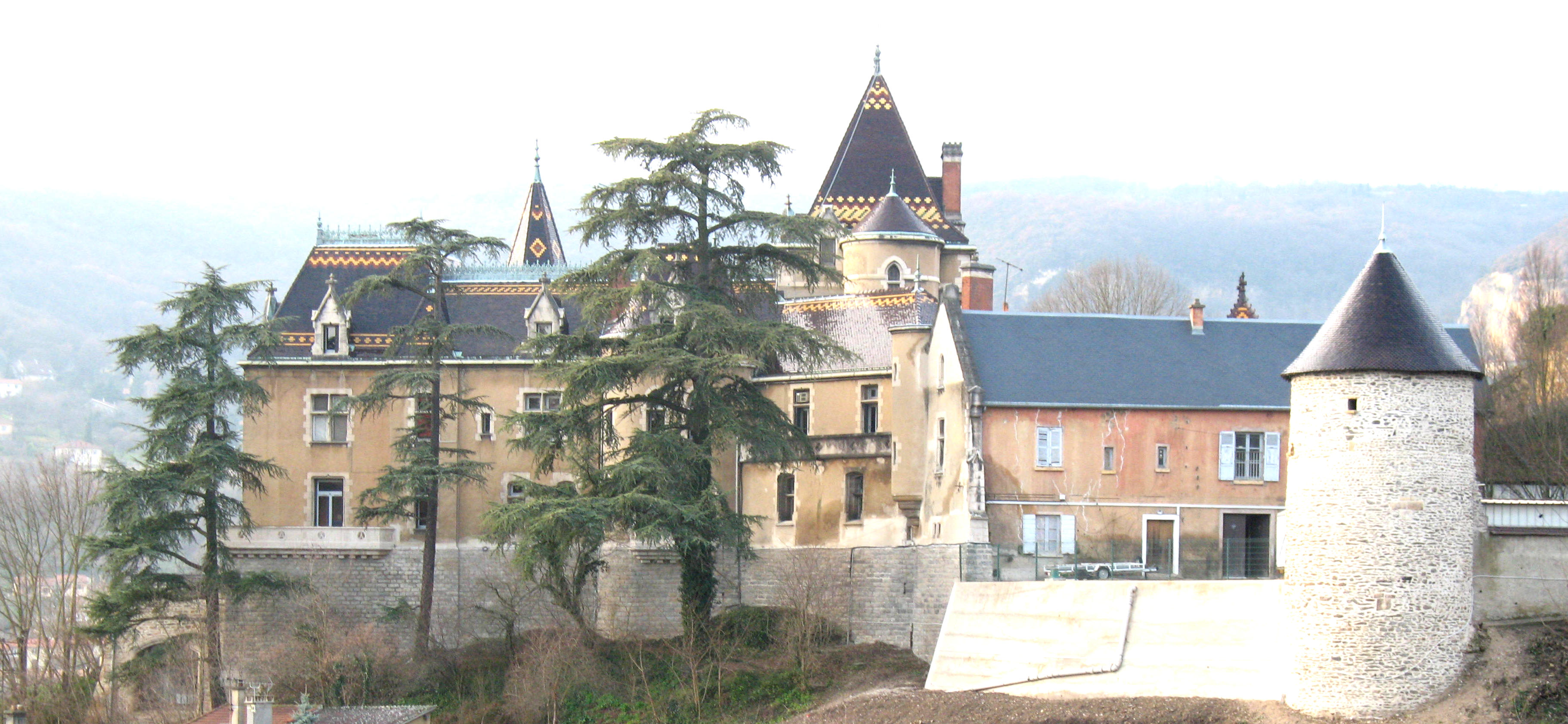
Le Château de Rochetaillée-sur-Saône depuis le vallon des Échets.

Le ruisseau des Échets compte un seul affluent : le ruisseau des Ormes (rg), long de 7 km coule dans le canton de Miribel sur les trois communes de Beynost,  Miribel et Tramoyes.
Donc son rang de Strahler est de deux.

## Aménagements et écologie

### Espace naturel sensible
Depuis 1998, ce ruisseau est considéré comme un espace naturel sensible.
Une étude de 2022 de l'agence de l'eau démontre que le ruisseau est « le plus pollué en pesticides du bassin-versant méditerranéen » avec 118 pesticides identifiés.